# 권용현
권용현(한국 한자: 權容賢, 1991년 10월 23일 ~ )은 대한민국의 축구 선수이며 포지션은 윙어이다. 현재 K3리그의 부산교통공사 축구단에서 활약하고 있다.

## 축구인 경력

### 선수 경력
호원대학교를 거쳐 2012년 내셔널리그 천안시청에 입단하였다. 2012년 3월 31일에 열린 용인시청과의 경기에서 천안 입단 이후 첫 골을 터뜨렸다.
2012년 12월, 2013 K리그 드래프트에 지원하여 K리그 챌린지의 수원 FC의 지명을 받고 입단하였다. 2013 시즌 개막전이 열린 3월 16일 부천과의 경기에 출전하며 데뷔전을 치렀고 이 경기에서 득점을 기록하였다.
2016년 1월, 제주 유나이티드로의 이적을 발표하였다.
2016년 7월, 수원 FC로의 임대 이적하였다.
2017년 7월, 김도엽과 트레이드 되어 경남 FC로 이적 하였다.
2018년 이광진과 트레이드 되며 수원 FC에 복귀했다.
2019시즌을 앞두고 부산 아이파크로 이적했다.
2020시즌 여름이적시장에서 K리그2의 FC 안양으로 임대되었다.

## 수상

### 클럽
경남 FC
- K리그 챌린지 : 우승 (2017)